# Condado de Vestur-Barðastrandarsýsla

Vestur-Barðastrandarsýsla está ubicado al noroeste del país.

El Condado de Vestur-Barðastrandarsýsla es uno de los veintitrés condados que forman la subdivisión tradicional de la República de Islandia.

## Geografía
Su localización es la siguiente: Latitud: 65.6667; Longitud: -23.5. Su altura media es de más de seiscientos metros. Posee costas sobre el Océano Atlántico. La superficie de este condado abarca un territorio de mil quinientos diecinueve kilómetros cuadrados.
La Zona Horaria usada es la misma que se usa en todo el país, Atlantic/Reykjavik.

## Localidades de Vestur-Barðastrandarsýsla
| Ciudad                                               | Elevación  | Población   |
| ---------------------------------------------------- | ---------- | ----------- |
| Bíldudalur                                           | 10000 pies | 29 personas |
| Breidhavik                                           | 351 pies   | 42 personas |
| Brekkuvellir                                         | 147 pies   | 42 personas |
| Brjanslaekur                                         | 42 pies    | 25 personas |
| Geirseyri                                            | 0 pies     | 43 personas |
| Hagi                                                 | 32 pies    | 28 personas |
| Hnjotur                                              | 318 pies   | 48 personas |
| Hvallatur                                            | 101 pies   | 16 personas |
| Muli                                                 | 0 pies     | 28 personas |
| Nordhurbotn                                          | 649 pies   | 96 personas |
| Patreksfjordhur                                      | 0 pies     | 43 personas |
| Saudhlauksdalur                                      | 416 pies   | 50 personas |
| Saurbaer                                             | 492 pies   | 49 personas |
| Selardalur                                           | 882 pies   | 42 personas |
| Stori Laugardalur                                    | 0 pies     | 76 personas |
| Sveinseyri                                           | 78 pies    | 92 personas |
| Tunga                                                | 16 pies    | 48 personas |
| Tunga (Existen dos establecimientos con este nombre) | 147 pies   | 94 personas |
| Vatneyri                                             | 0 pies     | 43 personas |

## Superficie y Población
La población la componen unas 934 personas. Su superficie abarca 1.519 kilómetros cuadrados. La densidad poblacional es de 0,61 habitantes por cada kilómetro cuadrado del Condado de Vestur-Barðastrandarsýsla.